# Houten gevel
Een houten gevel is een gevel, die met houten delen of planken is afgewerkt en al sinds de middeleeuwen voorkomt. Houten gevels komen voor bij twee soorten gebouwen. Gebouwen helemaal van hout of gebouwen met een andere constructie dan hout, bijvoorbeeld van steen, staal of beton en dan met een houten gevelafwerking. Van de eerste soort zijn in Nederland veel exemplaren in de Achterhoek te vinden. Houten gevels werden vaak gebouwd met puntgevel.

## Houten huis

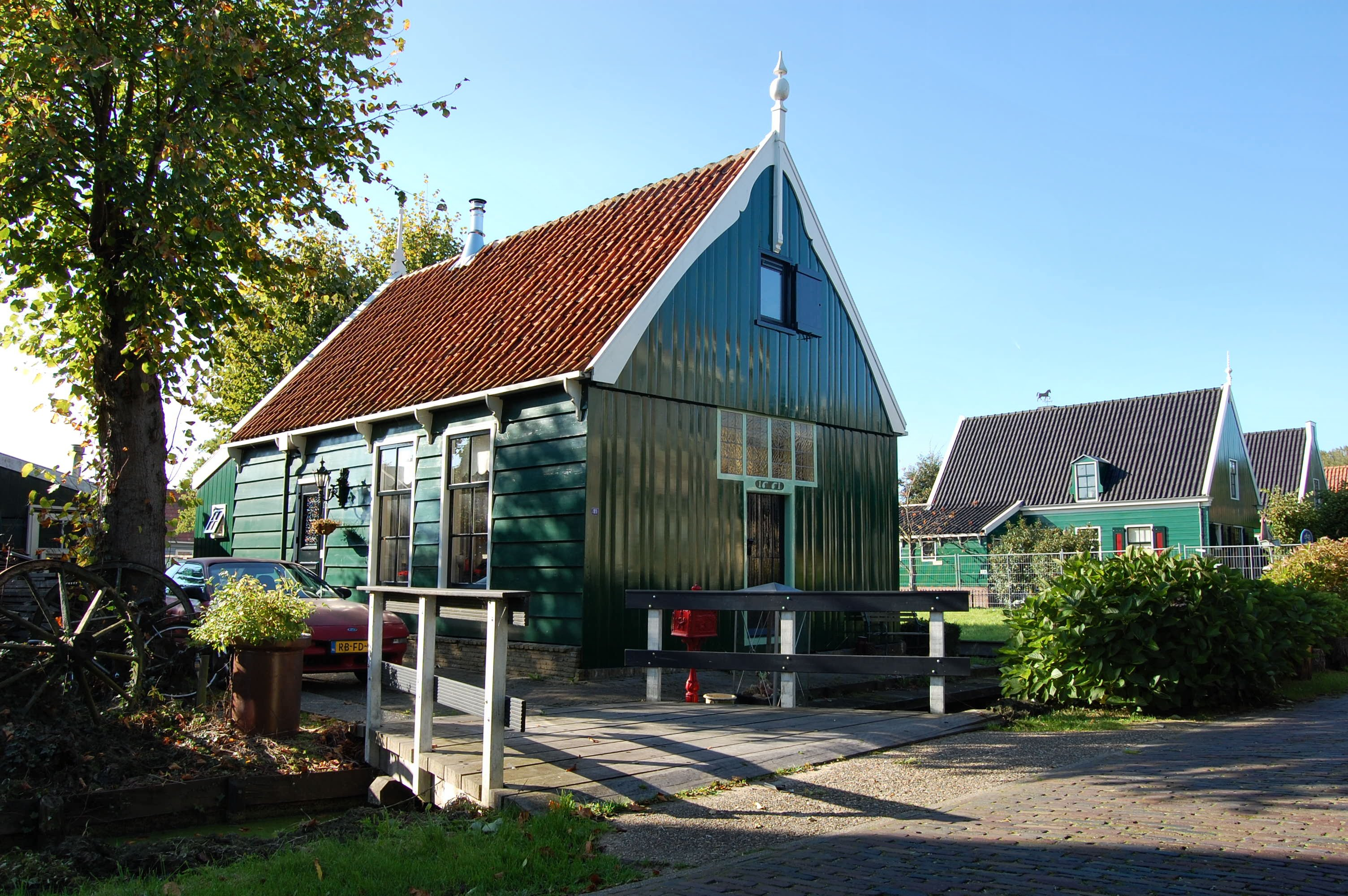
Een houten gevel in de Zaanstreek.

Vroeger waren veel huizen van hout, dit was een goedkoop en makkelijk te verkrijgen bouwmateriaal. Tijdens de middeleeuwen ontstonden er in steden in West-Europa snel stadsbranden. De stadsbesturen wilden deze stadsbranden voorkomen en beperken. Er kwamen verboden op het bouwen van huizen met houten gevels en brandbare dakbedekkingen, oude bouwwerken werden vernieuwd en het werd verplicht om gebouwen in steen op te trekken. Veel houten gebouwen zijn vanaf die tijd gesloopt, in de binnenstad van Amsterdam zijn er bijvoorbeeld nog maar twee panden met een houten gevel te vinden. Buiten de steden werd de houten gevel nog wel toe gepast. Een goed voorbeeld hiervan is de Zaanstreek waar tot begin 20ste eeuw nog steeds houten gevels (en houten huizen) werden gebouwd. Hout is lichter dan steen en zakt dus een stuk minder makkelijk weg in deze veengebieden.

## Moderne gevelafwerking
Vandaag de dag kunnen huizen van steen, staal of beton worden afgewerkt met een houten gevelbekleding. Er wordt daarvoor een scala aan producten aangeboden (profielen in diverse houtsoorten, al dan niet bewerkt). 
Eerst wordt een geveldoek gemonteerd ter bescherming van de achterliggende wand of keperstructuur (bij bijgebouwen of tuinhuizen). Op de doek wordt een lattenstructuur aangebracht, een enkele of dubbele lattenstructuur (afhankelijk of de gevelbekleding horizontaal of verticaal gaat lopen. 